# Samuel Holden Parsons
Pour les articles homonymes, voir Parsons.
Samuel Holden Parsons, né le 14 mai 1737 à Lyme (Connecticut) et mort le 17 novembre 1789, est un avocat, juriste, major-général dans l'Armée continentale pendant la guerre d'indépendance des États-Unis et un pionnier américain de la vallée de l'Ohio.